# Arianrhod
Arianrhod [ar'janṛod], ältere Namensversion Aranrod, ist eine Figur in der keltischen Mythologie von Wales. Sie ist eine Tochter der Don und Mutter des Llew Llaw Gyffes sowie des Dylan Eil Ton. Ihre Brüder oder Vettern sind Gilfaethwy und Gwydyon. Es wird vermutet, dass sie auf eine alte keltische Gottheit zurückzuführen ist. Ihr Spinnrad (oder auch ihr Schloss) soll Caer Arianrhod, die Nördliche Krone sein. Caer Arianrhod wird aber auch in Arfon lokalisiert, und zwar als der Felsen Trega'r Anthrag gegenüber Dinas Dinlleu, einer eisenzeitlichen Hügelburg einige Kilometer südlich von Caernarfon.

## Mythologie
Nach dem vierten Zweig des Mabinogi, Math fab Mathonwy („Math, der Sohn Mathonwys“), lebt Arianrhod am Hofe ihres Onkels Math, des Königs von Gwynedd. Dessen Füße mussten stets im Schoß einer Jungfrau ruhen, außer er zog in den Krieg. Als nun Goewin, die Jungfrau, die ihm gewöhnlich diesen Dienst erwies, durch einen Trick von Maths Neffen Gwydion durch Gilfaethwy vergewaltigt wird, soll Arianrhod deren Platz einnehmen. 
Das Mädchen kam herein. „Mädchen“, sprach er [Math], „bist du eine Jungfrau?“ „Ich wüßte nicht, dass ich keine wäre.“ Da nahm er die Zauberrute und bog sie. „Tu einen Schritt darüber“, sprach er, „und wenn du eine Jungfrau bist, werde ich es erkennen.“
Arianrhod befolgt den Befehl, aber im selben Moment gebiert sie Dylan und Llew und flüchtet augenblicklich, ihre Kinder zurücklassend.
Dylan verschwindet im Meer, während Llew von Gwydion erzogen und ausgebildet wird. Aus Rache über ihre Blamage gibt Arianrhod Llew drei gessi (Tabus, Verbote), nämlich dass nur sie ihm einen Namen und Waffen geben und dass er niemals eine irdische Frau haben dürfe. Durch List gelingt es Gwydion, ihr einen Namen für ihren Sohn herauszulocken und ihm aus ihrer Hand Waffen zu verschaffen. Doch von der dritten geis will sie nicht ablassen.
„Nun“, sprach der [Gwydion], „du warst schon immer eine böse Frau, und niemand sollte dich unterstützen. Doch soll er gleichwohl eine Frau bekommen.“
Gemeinsam mit Math zaubert er aus Blütenblättern eine Frau für Llew, nämlich Blodeuwedd, so dass Arianrhod auch hier das Nachsehen hat.
Bei einigen mittelalterlichen Dichtern sind Hinweise auf Arianrhod zu finden, die vermuten lassen, sie sei auch in anderen Sagen präsent gewesen.
In den Trioedd Ynys Prydein („Triaden der Insel Britannien“) wird sie als Tochter von König Beli Mawr genannt.

## Etymologische Herkunft und Bedeutung
Arianrhod wird manchmal als „Silbernes Rad“ (Arganto Rota, zu kymrisch arian, „Silber“ und rhod, irisch roth, beides „Rad“) übersetzt, obwohl der erste Namensteil von einigen Übersetzern als nicht gesichert gesehen wird. Manche  Keltologen sehen in ihr eine Mondgottheit, der Mond ist bei den Kelten aber üblicherweise männlichen Geschlechts, so dass dies eher unwahrscheinlich ist. Auch stellt das Rad stets ein Sonnensymbol dar. Eine sprachliche Verwandtschaft mit inschriftlich bezeugten, spätantiken keltischen Gottheiten wie Argenta und Rotona ist jedoch nicht völlig von der Hand zu weisen. In der irischen Sage entspricht ihr in der Funktion als Mutter des "Sonnengottes" ungefähr die Gestalt der Ethniu.